# Claudia Hengst
Claudia Hengst (Gräfelfing, 3 september 1969) is Duits voormalig paralympisch zwemmer. Zij won 25 medailles, waarvan 13 gouden, op de Paralympische Spelen van 1988 tot en met 2004.

## Sport
Hengst is lid van de zwemvereniging SSG Neptun Germering.
Hengst nam voor het eerst deel aan de Paralympische Spelen in 1988, in Seoel. Zij won daar zes gouden medailles. Tijdens de Spelen in Barcelona in 1992 won zij 5 gouden en 1 zilveren medaille. In Atlanta voegde Hengst twee gouden, een zilveren en drie bronzen medailles aan haar collectie. De Spelen in Sydney waren wat minder succesvol met slechts twee bronzen medailles. Tijdens haar laatste Paralympische Spelen, Athene 2004, voegde zij 1 zilveren en twee bronzen medailles toe aan haar totaal, eindigend op 25 medailles.
Hengst kwam oorspronkelijk uit in de klasse L6 maar na een reorganisatie van de classificaties in de klasse S10 met een tweezijdige Heupdysplasie.

### Overzicht Paralympische medailles
| Evenement      | Resultaat          | Onderdeel |
| -------------- | ------------------ | --- |
| Seoul 1988     | goud individueel   | 100 meter vrije slag L6, 400 meter vrije slag L6, 100 meter rugslag L6, 100 meter schoolslag L6, 100 meter vlinderslag L6, 200 meter wisselslag L6 |
| Barcelona 1992 | goud individueel   | 100 meter vlinderslag S10, 50 meter vrije slag S10, 100 meter vrije slag S10, 400 meter vrije slag S10                                             |
| Barcelona 1992 | goud team          | 4 x 100 meter vrije slag S7-S10 |
| Barcelona 1992 | zilver individueel | 100 meter rugslag S10, 200 meter wisselslag SM10                                                                                                   |
| Barcelona 1992 | brons team         | 4 x 100 meter vrije slag S7-S10 |
| Atlanta 1996   | goud individueel   | 50 meter vrije slag S10, 100 meter vrije slag |
| Atlanta 1996   | zilver team        | 4 x 100 meter wisselslag S7-S10 |
| Atlanta 1996   | brons individueel  | 200 meter wisselslag SM10, 400 meter wisselslag SM10                                                                                               |
| Atlanta 1996   | brons individueel  | 4 x 100 meter vrije slag S7-S10 |
| Sydney 2000    | brons individueel  | 200 meter wisselslag SM10, 400 meter vrije slag S10                                                                                                |
| Athene 2004    | zilver individueel | 400 meter vrije slag S10 |
| Athene 2004    | brons individueel  | 100 meter vlinderslag S10, 200 meter wisselslag SM10                                                                                               |

## Eerbetoon
Voor haar sportprestaties werd Hengst in 2008 opgenomen in de Paralympic Hall of Fame. In 2001 was zij al benoemd tot ereburger van haar woonplaats Germering.